# 2006 FIFAワールドカップ

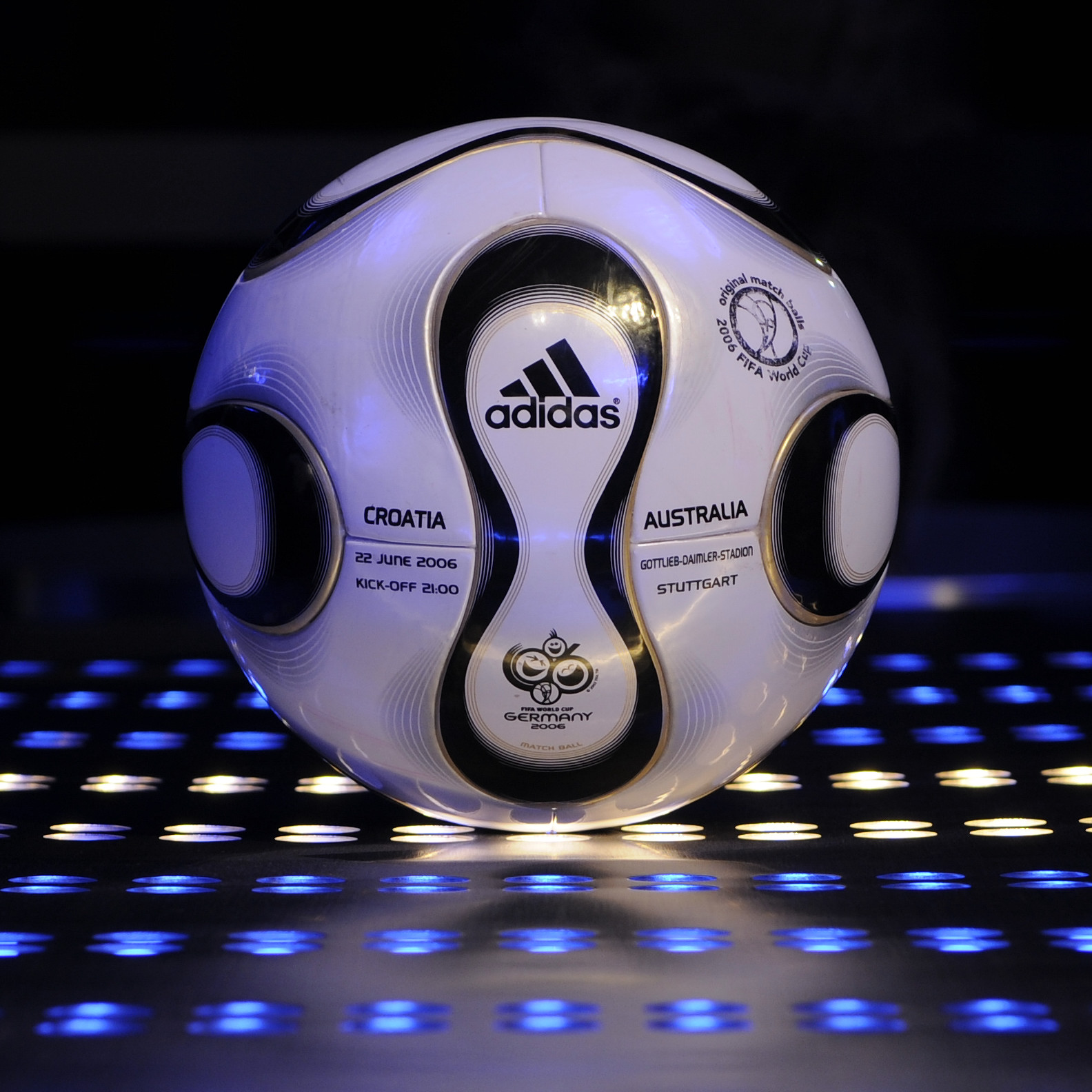
公式サッカーボール+Teamgeist、アディダス
画像はクロアチア-オーストラリア戦で使用されたもの

2006 FIFAワールドカップ（英: 2006 FIFA World Cup）は、2006年6月9日から7月9日にかけて、ドイツで開催された第18回目のFIFAワールドカップ。ドイツでの開催は1974年の西ドイツ大会から32年ぶりで、ヨーロッパでの開催は10度目。
決勝戦ではイタリアとフランスが対戦し、延長・PK戦の末にイタリアが4回目のFIFAワールドカップ優勝を果たした。

## 開催国選定の経緯
今大会の開催国は、2000年7月6日にスイスのチューリッヒで行われた、FIFA理事会における決選投票で決められた。ドイツ、南アフリカ、イングランド、モロッコが最終選考に残り、1回目の投票でモロッコが、2回目の投票でイングランドがそれぞれ脱落し、ドイツと南アフリカの最終決戦となった。決選投票では、ドイツ12票に対して、次点の南アフリカは11票と接戦だった。
その決選投票を前にして、当時のOFC会長でもあったチャールズ・デンプシー理事が突然会場を離れ、ニュージーランドへ帰国してしまった。彼はイングランド出身であったため、イングランドが残っていた間はイングランドに票を入れていたが、イングランドが脱落した場合は南アフリカに票を回すつもりであった。ゼップ・ブラッター会長も、アフリカでのワールドカップ開催を希望していただけに、ドイツ開催決定は大方の予想を裏切るものとなった。
デンプシー理事は棄権については「生命の危険を感じた」と語っており、脅迫を受けていたことも語った。ただ、棄権の理由についてはUEFAからの圧力がかかったなどいくつか理由があるが、明確な理由は判明していない。なおデンプシー理事はその後、FIFA理事とOFC会長を辞任した。
2015年10月、ドイツの新聞シュピーゲルは、ワールドカップの招致活動において、ドイツのサッカー関係者が不正資金を用いて買収行為を行ったと報じた。ドイツサッカー連盟は、この報道を否定している。しかし、ドイツサッカー連盟は、2005年、国際サッカー連盟対して670万ユーロ（約9億円）を送金しており、この送金の経緯についての説明をしていない。さらに、ドイツサッカー連盟の前会長テオ・ツヴァンツィガーは、「招致活動で賄賂は確かにあった」と証言している。
2015年11月3日、この670万ユーロの送金に関して、脱税の疑いがあるとして、ドイツの警察は、ドイツサッカー連盟の本部を家宅捜索した。また、この疑惑について、ドイツサッカー連盟のウォルフガング・ニールスバッハ会長が辞任した。ニールスバッハは、「政治的な責任を取って辞めるべき時が来た」としており、不正については否定している。

## 予選
当初は、本大会出場チームの32→36チームへの拡大 や、オセアニアの出場枠拡大（0.5→1） も検討されていたものの、最終的に変更はなされなかった。
また、この大会より前回優勝国の予選免除が廃止となった。それに伴い、前回（2002年・韓国/日本共催大会）優勝国のブラジルも予選からの参加となった。

## 出場国
出場選手は2006 FIFAワールドカップ参加チームを参照。
| 大陸連盟 | 出場 枠数 | 予選     | 組 予選順位 | 組 予選順位 | 出場国・地域           | 出場決定日     | 出場回数         | 備考 |
| -------- | --------- | -------- | ----------- | ----------- | ---------------------- | -------------- | ---------------- | ---- |
| UEFA     | 1+13      | 開催国   | 開催国      | 開催国      | ドイツ                 | 2000年7月6日   | 14大会連続16回目 |      |
| UEFA     | 1+13      | 欧州予選 | 1組         | 1位         | オランダ               | 2005年10月8日  | 2大会ぶり8回目   |      |
| UEFA     | 1+13      | 欧州予選 | 1組         | 2位         | チェコ                 | 2005年11月16日 | 4大会ぶり9回目   | ☆    |
| UEFA     | 1+13      | 欧州予選 | 2組         | 1位         | ウクライナ             | 2005年9月3日   | 初出場           |      |
| UEFA     | 1+13      | 欧州予選 | 3組         | 1位         | ポルトガル             | 2005年10月8日  | 2大会連続4回目   |      |
| UEFA     | 1+13      | 欧州予選 | 4組         | 1位         | フランス               | 2005年10月12日 | 3大会連続12回目  |      |
| UEFA     | 1+13      | 欧州予選 | 4組         | 2位         | スイス                 | 2005年11月16日 | 3大会ぶり8回目   | ☆    |
| UEFA     | 1+13      | 欧州予選 | 5組         | 1位         | イタリア               | 2005年10月8日  | 12大会連続16回目 |      |
| UEFA     | 1+13      | 欧州予選 | 6組         | 1位         | イングランド           | 2005年10月8日  | 3大会連続12回目  |      |
| UEFA     | 1+13      | 欧州予選 | 6組         | 2位         | ポーランド             | 2005年10月8日  | 2大会連続7回目   |      |
| UEFA     | 1+13      | 欧州予選 | 7組         | 1位         | セルビア・モンテネグロ | 2005年10月12日 | 2大会ぶり10回目  |      |
| UEFA     | 1+13      | 欧州予選 | 7組         | 2位         | スペイン               | 2005年11月16日 | 8大会連続12回目  | ☆    |
| UEFA     | 1+13      | 欧州予選 | 8組         | 1位         | クロアチア             | 2005年10月8日  | 3大会連続3回目   |      |
| UEFA     | 1+13      | 欧州予選 | 8組         | 2位         | スウェーデン           | 2005年10月12日 | 2大会連続11回目  |      |
| CONMEBOL | 4.5       | 南米予選 | 1位         | 1位         | ブラジル               | 2005年9月4日   | 18大会連続18回目 |      |
| CONMEBOL | 4.5       | 南米予選 | 2位         | 2位         | アルゼンチン           | 2005年6月9日   | 9大会連続14回目  |      |
| CONMEBOL | 4.5       | 南米予選 | 3位         | 3位         | エクアドル             | 2005年10月8日  | 2大会連続2回目   |      |
| CONMEBOL | 4.5       | 南米予選 | 4位         | 4位         | パラグアイ             | 2005年10月8日  | 3大会連続7回目   |      |
| CONCACAF | 3.5       | 最終予選 | 1位         | 1位         | アメリカ合衆国         | 2005年9月3日   | 5大会連続8回目   |      |
| CONCACAF | 3.5       | 最終予選 | 2位         | 2位         | メキシコ               | 2005年9月7日   | 4大会連続13回目  |      |
| CONCACAF | 3.5       | 最終予選 | 3位         | 3位         | コスタリカ             | 2005年10月8日  | 2大会連続3回目   |      |
| CONCACAF | 3.5       | 最終予選 | 4位         | 4位         | トリニダード・トバゴ   | 2005年11月16日 | 初出場           | ○    |
| CAF      | 5         | 最終予選 | 1組         | 1位         | トーゴ                 | 2005年10月8日  | 初出場           |      |
| CAF      | 5         | 最終予選 | 2組         | 1位         | ガーナ                 | 2005年10月8日  | 初出場           |      |
| CAF      | 5         | 最終予選 | 3組         | 1位         | コートジボワール       | 2005年10月8日  | 初出場           |      |
| CAF      | 5         | 最終予選 | 4組         | 1位         | アンゴラ               | 2005年10月8日  | 初出場           |      |
| CAF      | 5         | 最終予選 | 5組         | 1位         | チュニジア             | 2005年10月8日  | 3大会連続4回目   |      |
| AFC      | 4.5       | 最終予選 | A組         | 1位         | サウジアラビア         | 2005年6月9日   | 4大会連続4回目   |      |
| AFC      | 4.5       | 最終予選 | A組         | 2位         | 韓国                   | 2005年6月9日   | 6大会連続7回目   |      |
| AFC      | 4.5       | 最終予選 | B組         | 1位         | 日本                   | 2005年6月8日   | 3大会連続3回目   |      |
| AFC      | 4.5       | 最終予選 | B組         | 2位         | イラン                 | 2005年6月8日   | 2大会ぶり3回目   |      |
| OFC      | 0.5       | 2次予選  | 1位         | 1位         | オーストラリア         | 2005年11月16日 | 8大会ぶり2回目   | ○    |

- 備考欄の「☆」は欧州予選プレーオフ、「○」は大陸間プレーオフに勝利の上、出場が決定したチーム。

## 本大会

### 概要

#### 無風・欧州中心の大会
強豪国が次々と敗れて新興国が上位に進出し、「新時代の到来」と呼ばれた2002年日韓大会から打って変わり、本大会は波乱が殆ど起こらない、順当な上位の顔ぶれとなった。
グループリーグでは、組合せに恵まれなかったものの強豪と互角に戦ったコートジボワール、「出場全チーム中最弱」と万人に目されながらイングランド、スウェーデンを苦しめたトリニダード・トバゴなどの好チームも見受けられたものの、概ね下馬評通りに大会が進んだ。2年前のUEFA欧州選手権2004で素晴らしいサッカーを披露し、上位進出の呼び声も高かったチェコが、曲者揃いのグループで敗退したことは、数少ないサプライズであった。
また、ガーナ、メキシコ、オーストラリアを除く13チームが欧州・南米勢により占められた決勝トーナメント1回戦でも、強豪同士の潰し合いでスペイン、オランダが姿を消した以外、強豪国が順当に勝ち上がっている。
1998年フランス大会以来2大会ぶりに欧州・南米勢のみで占められた準々決勝では、下馬評で圧倒的な優勝候補と目されていたブラジル、グループリーグで「最も華麗なチーム」と呼ばれたアルゼンチンの南米2強がいずれも姿を消し、ベスト4は1982年スペイン大会以来、6大会ぶりに欧州のチームが独占した。

#### 審判改革、カードの乱発
誤審問題で大揺れした日韓大会の反省から、本大会では審判に関して様々な改革が行われた。従来はバラバラの国から選んでいた主審、副審を、意思の疎通がしやすいよう出来るだけ同国出身の組合せに統一し、更に組合せを試合ごとにシャッフルせずにチームを組ませ、試合中にはインカムで連絡を交わすことで、ジャッジの向上を図った。更に、遅延行為などに対する判定はより厳しくすることが求められた。
この審判改革は一定の成果を挙げたが、ジャッジが厳格化されたことから、結果的には前回大会をはるかに越える枚数のカードの乱発を生んだ（1大会の退場者総数28人は史上最多）。審判がカード提示の記録をミスして、同一選手に3枚のイエローカードが提示された一次リーグF組のクロアチア対オーストラリア戦、ワールドカップ史上最多タイの16枚のイエローカード、最多の4枚のレッドカードが提示された決勝トーナメント1回戦のポルトガル対オランダ戦など、いくつかの試合においてはまたもその判定が物議を醸すこととなった。
なお、日本から派遣された上川徹が、グループリーグのポーランド対エクアドル戦、イングランド対トリニダード・トバゴ戦、並びに3位決定戦のドイツ対ポルトガル戦の3試合で主審を務め（副審として組んだのは日本人の広嶋禎数と韓国人の金大英）、日本人として初めてワールドカップで2試合以上、かつ決勝トーナメントの笛を吹いた主審となっている。

#### 4強各国の躍進、ブラジルの失墜
前述したように、全体的には波乱が殆ど起こらなかった本大会だが、ベスト4の顔ぶれはそれなりに意外なものとなった。特に世界を驚かせたのは、開幕前の下馬評が非常に低かったドイツとフランスの躍進である。
タレントに欠けると言われ、親善試合でも結果が出なかった開催国のドイツは、蓋を開ければ抜群の得点力を武器に勝ち進み、戦前の予想を大きく覆す3位に入賞。クローゼが得点王にも輝いた。また、予選、親善試合、更には開幕後のグループリーグでも大苦戦し、早期敗退が有力視されたフランスは、本大会限りで引退するジダンの花道を飾ろうとチームが団結し、最終的には準優勝に輝いた。大会開催前に勃発した国内リーグ、セリエAのカルチョ・スキャンダルの影響が心配されたイタリアは、全7試合でわずか2失点（うち1点はオウンゴール）という伝統の守備が光り、24年ぶり4回目の優勝を果たした。ちなみにこの時のイタリア代表は登録選手全員がセリエA所属であり、国内リーグ所属選手のみで構成されたチームが優勝するのは1982年のイタリア代表以来であった｡　開幕前はダークホース扱いだったポルトガルは、グループリーグを3戦全勝で突破し、苦しみながらも1966年イングランド大会以来40年ぶりに準決勝に進出し、4位に入賞した。
対照的に、「カルテット・マジコ」と呼ばれる豪華な攻撃陣を抱え、圧倒的な優勝候補筆頭に挙げられていた前回優勝国のブラジルは、自慢のカルテットが全く機能せずに準々決勝でフランスに敗退。王者の座をイタリアに明け渡すことになった。

#### 人種差別問題
決勝トーナメント1回戦のフランス対スペインの試合前において、フランスの黒人選手に対して罵る行為がおきた。そのため、準々決勝4試合において人種差別に反対する声明を起こした。

### チケット問題
チケットの転売を防止するために、前回の日韓大会よりチケットに購入者の名前を記載した観戦チケットを発行したが、本大会は更にICチップをチケットに組み込み、チケットを発行した。このICチップには、購入者の名前、生年月日、パスポート番号などの個人情報をホストコンピューターに記録し、チケットに記載されている購入者の名前と共に身分証明書とチケットを照合し、本人確認が出来るシステムを行なった。組織委員会は「他人名義での入場は許可しない」と公式見解を示し、入場者には入場時に写真や自署入りの身分証明書を携帯するように呼びかけた。チケットはインターネットを通じて販売した約307万枚の他に公式スポンサーや各国サッカー協会に分配された。
しかし2006年春頃よりスポンサーが顧客などに贈ったはずのチケットやVIP用チケットが、インターネットオークションに大量に流出。更にはチケットに購入者として名義登録された人が、今回のシステムを十分に理解しながら他人に譲渡した例も多く、厳しい本人確認を行なえば、ゲートの混乱は避けられないと予想された。
結局大会が開催されると本人確認は行なわれず、チケットが本物であれば入場が出来た。入場の際は、ICチップ部分を入場ゲートの読み取り部分にかざし、真贋を見分ける方法を取った。これにより会場外ではダフ屋が横行、更には開催まで間に合う試合に関してはインターネットオークションでも転売された。最終的にICチップを利用した本人確認、転売防止策は失敗に終わり、ICチップはチケットの真贋のみに利用されただけであった。

#### 日本戦チケット騒動
また前々回のフランス大会、前回の日韓大会に続き、またもやチケットに関する問題が発生した。
ワールドカップの観戦ツアーを予定していたマックスエアサービス（マックス社）が、開幕戦直前となる2006年5月31日に観戦ツアーの中止を発表した。マックス社は5月30日の夜、自身のホームページを通じ「観戦ツアーを全てキャンセルする」と発表。突然の中止発表にツアーの参加予定は混乱し、問い合わせが相次いだ翌日の31日にマックス社は会見を行い、「中国側にだまされた」とし、ツアーの中止に関して謝罪した。
マックス社は知人の中国人男性から「中国国際体育放遊公司」社を紹介され、2006年1月に3744人分のチケット入手を依頼する契約を締結。マックス社はFIFAからの中国サッカー協会割当分を入手を見込んでいたため、その入手のために公司と契約、その際公司側から「2008年には北京オリンピックがあり、各大使館との間でW杯チケットと五輪チケットを交換する約束が出来ている。」と説明を受け、契約の際に「公社がチケットを確保出来なかった場合、受け取った金額はマックス社に全額返金する」と記載されていた。更に公司側より「チケット代金を払ってもらわないと、チケットを入手出来ない。」と要求されたため、マックス社はチケット入手予定者の名簿を渡し、中国側に代金約8000万円を支払った。しかし5月下旬になってもチケットが届かなかったため、社長自ら北京に出向いたところ、5月29日になって公司側より「チケットが入手出来ない。あと3日待って欲しい。」と言われ、同日夕方より先方と連絡が取れなくなった（なお、中国国際体育放遊公司は、中国のスポーツ部門の監督省庁である国家体育総局直属の国家第1旅行会社である）。
この事態に国土交通省は観戦ツアーを計画している旅行会社に対し、チケット確保に万全を期するように決め、31日付で日本旅行協会に通達、チケット入手先との契約などを改めて点検し、参加者の募集を終えた後も入手先との連絡を密に取ることなどを決めた。またツアー中止の報道を受け、ツアーを企画している旅行代理店には「チケットの入手は大丈夫か？」との問い合わせが殺到した。
この時点で公司側は「代金の9割は返金した。残りの1割が未返金なのは、チケットを確保出来る見込みがあるから。」と語った。しかしながらマックス社は「約半分は返金されたが、残り半分は返金されていない。」と語り、両者の言い分が食い違う事態となった。
その後マックス社は、再度会見を行なった。会見の場で、ツアーに申し込んだ顧客1270人のうち、すでに代金を支払った866人に対し、ツアー中止発表後に国内のチケット業者からチケットを購入した148枚を割り当てた顧客と、自力でチケットを入手した顧客を含めた計258人分のツアーは予定通り手配したが、残りの608人に対してはツアー代金の返金の目処が立っていないことを発表した。また中国側より支払代金の一部4120万円は返金されたが、残りの代金3080万円はまだ返金されておらず、「中国側に損害賠償を請求するほか、社の全資産を償却してでも、最終的には顧客に全額返金したい。」と語った。また国交省の調べたところ、チケットの発送等の遅れにより、この日までにツアーを企画した29社中13社で計250枚のチケットが、未入手であることが判明した。
この騒動に乗じて、旅行業者登録の無い業者「WC-tours」が、業者登録があるかのようにチケット付き観戦ツアーを企画、ホームページで参加者を募集する事態も発生。「申し込み日翌日より3営業日に申込金全額を支払わなければ、自動的にキャンセル」と客に支払いを急がせる記載をした。同社は6月1日に毎日新聞の取材に対し「チケットは200枚用意し、現地にて手渡す予定。ツアーは20-30種類で35万-90万円。ほとんど残りは無い。」と説明したが、後日連絡が取れなくなった。このような代金の振込みを急がせる記載を行なったため、実際に代金を振り込んでしまった客もいた。尚、この業者が記載していた東京都の登録番号は別の業者の登録番号であり、当時すでに登録が抹消されていた。また日本旅行業協会も「登録していた事実は無い。」とし、記載されていた住所も別の会社が入居していた。これに対し東京都産業労働局は「正規に登録している業者なら都として指導できるが、登録番号を偽装している業者には指導が出来ない。」と語り、注意を呼びかけるのが精一杯であった。
6月15日、マックス社は東京地裁に自己破産を申し立てるなどの法的手段を取り、ツアー申込者への全額返金が出来ない事態となった。

### 賞金
32か国の全ての出場チームに準備金として100万スイス・フラン（約9000万円）、グループリーグ全3試合分のマッチフィーとして、600万スイスフラン（約5億4千万円）、合わせて700万スイスフラン（約6億3000万円）を支給。これが本大会出場国の最低保障となる。以後勝ち上がるごとに、賞金は増えていく。決勝トーナメント進出（ベスト16）で850万スイスフラン（約7億6500万円）。ベスト8で1150万スイスフラン（約10億3500万円）。ベスト4で2150万スイスフラン（約19億3500万円）。優勝すれば2450万スイスフラン（約22億500万円）。前回の2002年の日韓大会の優勝賞金は1620万スイスフラン（約14億5500万円）。FIFAがドイツ大会で支払った賞金などの総額は3億3200万スイスフラン（約298億8000万円）。ユーロや米ドルではなく、スイスフランで支払われるのは、FIFA本部がスイスのチューリッヒにあるためである（出典:週刊サッカーマガジンNO.1256 2009.9.15）。

### トロフィー
優勝トロフィーは、3代目になる。地球を2人の人間が支えるデザインで、2代目の大陸と日本が陸続きになっていたのが正確に修正された。高さ36.8 cm、重さ6175 g。前大会までは、優勝国が次の大会まで管理していたが、今大会からは表彰式直後にFIFAによって回収・保管されることになり、優勝国にはレプリカが贈られることになった。

### その他
- 上記のとおり、前回優勝国の推薦シード出場が廃止されたため、開幕戦は従前の前回優勝国に関係する試合ではなく、開催ホスト国のドイツが出場する試合が割り当てられた[注釈 5]。
- FIFAが2004年にゴールデンゴール・シルバーゴール両方式での延長戦を廃止したのに伴い、この大会から決勝トーナメントにおける延長戦は3大会ぶりに前・後半フルタイム必ず行う旧来の方式に戻された。
- 前回の2002年日韓Ｗ杯で疲労から波乱が続出したことから、今大会からＷ杯本大会前休養期間が設けられ、現在も継続している。
- 3大会連続3回目の出場となった日本は勝点1でグループステージ敗退。地元開催以外での初勝利は叶わなかった。またアジアの出場国すべてがオーストラリアを除いてグループステージ敗退に終わり、アジア勢の躍進はならなかった。
- ジネディーヌ・ジダン、ルイス・フィーゴ、オリバー・カーン、パベル・ネドベド、中田英寿など、何人かの有力選手がこの大会限りで現役生活や代表に別れを告げた。
- 大会前は「ロナウジーニョのための大会」と言われていたが、今大会は良くも悪くも「ジダンのための大会」であったと言える。ジダンは今大会のMVPに選ばれている。
- 大会史上初めて、ハットトリックの達成者が出なかった。
- ロナウド（ブラジル）がゲルト・ミュラー（西ドイツ）の14得点を抜き、ワールドカップ通算得点歴代1位（15得点）になる。
- 決勝はイタリア対フランスであったが、各ユニフォームはプーマ社製とアディダス社製であり、両社ともドイツの企業である。
- 本大会のドイツ代表を追いかけたドキュメンタリー映画『Deutschland. Ein Sommermärchen』がある。監督は『ベルンの奇蹟』を撮ったゼーンケ・ヴォルトマン。タイトルはハインリヒ・ハイネの叙事詩『Deutschland. Ein Wintermärchen』（邦題『ドイツ。冬物語』）の捩りであり、叙事詩がメランコリックな内容であったのに対し映画は楽天的で明るい内容であるという皮肉的な意味を持つ。
- フランスは優勝を逃したが、地区予選から決勝までの全17試合が無敗であり（PK戦は勝敗に関わらず引き分け扱い）、1990年大会で優勝した西ドイツが作った記録である13試合を上回った（2014年大会の優勝のドイツが同じく決勝まで17試合で無敗）。

### 会場一覧
スタジアムのうち、命名権による名称がつけられた7施設についてはFIFAとの取り決めで大会中スタジアムの呼称を「FIFAワールドカップ・スタジアム（都市名）」（英: FIFA World Cup Stadium, ○○、独: FIFA Weltmeisterschaft Stadion ○○ / FIFAヴェルトマイスターシャフト・シュタディオン・○○）と一時的に変更し開催された。
| ベルリン                                                                      | ミュンヘン | ドルトムント | シュトゥットガルト                                                        |
| ----------------------------------------------------------------------------- | --- | --- | ------------------------------------------------------------------------- |
| オリンピアシュタディオン                                                      | アリアンツ・アレーナ (FIFAワールドカップスタジアム・ミュンヘン) | ジグナル・イドゥナ・パルク (FIFAワールドカップスタジアム・ドルトムント) | ゴットリーブ・ダイムラー・シュタディオン                                  |
| クラブ: ヘルタ・ベルリン                                                      | バイエルン・ミュンヘンTSV1860ミュンヘン | ボルシア・ドルトムント | VfBシュトゥットガルト                                                     |
| 北緯52度30分53秒 東経13度14分22秒 / 北緯52.51472度 東経13.23944度             | 北緯48度13分7.59秒 東経11度37分29.11秒 / 北緯48.2187750度 東経11.6247528度 | 北緯51度29分33.25秒 東経7度27分6.63秒 / 北緯51.4925694度 東経7.4518417度 | 北緯48度47分32.17秒 東経9度13分55.31秒 / 北緯48.7922694度 東経9.2320306度 |
| 収容人数: 77,176                                                              | 収容人数: 66,000 | 収容人数: 64,000 | 収容人数: 54,267                                                          |
|                                                                               | | |                                                                           |
| ゲルゼンキルヒェン                                                            | ベルリンドルトムントミュンヘンシュトゥットガルトゲルゼンキルヒェンハンブルグフランクフルトケルンハノーファーライプツィヒカイザースラウテルンニュルンベルク2006 FIFAワールドカップ (ドイツ) | ベルリンドルトムントミュンヘンシュトゥットガルトゲルゼンキルヒェンハンブルグフランクフルトケルンハノーファーライプツィヒカイザースラウテルンニュルンベルク2006 FIFAワールドカップ (ドイツ) | ハンブルグ                                                                |
| ヴェルティンス・アレーナ · (FIFAワールドカップスタジアム・ゲルゼンキルヒェン) | ベルリンドルトムントミュンヘンシュトゥットガルトゲルゼンキルヒェンハンブルグフランクフルトケルンハノーファーライプツィヒカイザースラウテルンニュルンベルク2006 FIFAワールドカップ (ドイツ) | ベルリンドルトムントミュンヘンシュトゥットガルトゲルゼンキルヒェンハンブルグフランクフルトケルンハノーファーライプツィヒカイザースラウテルンニュルンベルク2006 FIFAワールドカップ (ドイツ) | AOLアレーナ (FIFAワールドカップスタジアム・ハンブルク)                    |
| シャルケ04                                                                    | ベルリンドルトムントミュンヘンシュトゥットガルトゲルゼンキルヒェンハンブルグフランクフルトケルンハノーファーライプツィヒカイザースラウテルンニュルンベルク2006 FIFAワールドカップ (ドイツ) | ベルリンドルトムントミュンヘンシュトゥットガルトゲルゼンキルヒェンハンブルグフランクフルトケルンハノーファーライプツィヒカイザースラウテルンニュルンベルク2006 FIFAワールドカップ (ドイツ) | ハンブルガーSV                                                            |
| 北緯51度33分16.21秒 東経7度4分3.32秒 / 北緯51.5545028度 東経7.0675889度       | ベルリンドルトムントミュンヘンシュトゥットガルトゲルゼンキルヒェンハンブルグフランクフルトケルンハノーファーライプツィヒカイザースラウテルンニュルンベルク2006 FIFAワールドカップ (ドイツ) | ベルリンドルトムントミュンヘンシュトゥットガルトゲルゼンキルヒェンハンブルグフランクフルトケルンハノーファーライプツィヒカイザースラウテルンニュルンベルク2006 FIFAワールドカップ (ドイツ) | 北緯53度35分13.77秒 東経9度53分55.02秒 / 北緯53.5871583度 東経9.8986167度 |
| 収容人数: 53,804                                                              | ベルリンドルトムントミュンヘンシュトゥットガルトゲルゼンキルヒェンハンブルグフランクフルトケルンハノーファーライプツィヒカイザースラウテルンニュルンベルク2006 FIFAワールドカップ (ドイツ) | ベルリンドルトムントミュンヘンシュトゥットガルトゲルゼンキルヒェンハンブルグフランクフルトケルンハノーファーライプツィヒカイザースラウテルンニュルンベルク2006 FIFAワールドカップ (ドイツ) | 収容人数: 51,055                                                          |
|                                                                               | ベルリンドルトムントミュンヘンシュトゥットガルトゲルゼンキルヒェンハンブルグフランクフルトケルンハノーファーライプツィヒカイザースラウテルンニュルンベルク2006 FIFAワールドカップ (ドイツ) | ベルリンドルトムントミュンヘンシュトゥットガルトゲルゼンキルヒェンハンブルグフランクフルトケルンハノーファーライプツィヒカイザースラウテルンニュルンベルク2006 FIFAワールドカップ (ドイツ) |                                                                           |
| フランクフルト                                                                | ベルリンドルトムントミュンヘンシュトゥットガルトゲルゼンキルヒェンハンブルグフランクフルトケルンハノーファーライプツィヒカイザースラウテルンニュルンベルク2006 FIFAワールドカップ (ドイツ) | ベルリンドルトムントミュンヘンシュトゥットガルトゲルゼンキルヒェンハンブルグフランクフルトケルンハノーファーライプツィヒカイザースラウテルンニュルンベルク2006 FIFAワールドカップ (ドイツ) | カイザースラウテルン                                                      |
| コメルツバンク・アレーナ · (FIFAワールドカップスタジアム・フランクフルト)     | ベルリンドルトムントミュンヘンシュトゥットガルトゲルゼンキルヒェンハンブルグフランクフルトケルンハノーファーライプツィヒカイザースラウテルンニュルンベルク2006 FIFAワールドカップ (ドイツ) | ベルリンドルトムントミュンヘンシュトゥットガルトゲルゼンキルヒェンハンブルグフランクフルトケルンハノーファーライプツィヒカイザースラウテルンニュルンベルク2006 FIFAワールドカップ (ドイツ) | フリッツ・ヴァルター・シュタディオン                                      |
| アイントラハト・フランクフルト                                                | ベルリンドルトムントミュンヘンシュトゥットガルトゲルゼンキルヒェンハンブルグフランクフルトケルンハノーファーライプツィヒカイザースラウテルンニュルンベルク2006 FIFAワールドカップ (ドイツ) | ベルリンドルトムントミュンヘンシュトゥットガルトゲルゼンキルヒェンハンブルグフランクフルトケルンハノーファーライプツィヒカイザースラウテルンニュルンベルク2006 FIFAワールドカップ (ドイツ) | 1.FCカイザースラウテルン                                                  |
| 北緯50度4分6.86秒 東経8度38分43.65秒 / 北緯50.0685722度 東経8.6454583度       | ベルリンドルトムントミュンヘンシュトゥットガルトゲルゼンキルヒェンハンブルグフランクフルトケルンハノーファーライプツィヒカイザースラウテルンニュルンベルク2006 FIFAワールドカップ (ドイツ) | ベルリンドルトムントミュンヘンシュトゥットガルトゲルゼンキルヒェンハンブルグフランクフルトケルンハノーファーライプツィヒカイザースラウテルンニュルンベルク2006 FIFAワールドカップ (ドイツ) | 北緯49度26分4.96秒 東経7度46分35.24秒 / 北緯49.4347111度 東経7.7764556度  |
| 収容人数: 50,132                                                              | ベルリンドルトムントミュンヘンシュトゥットガルトゲルゼンキルヒェンハンブルグフランクフルトケルンハノーファーライプツィヒカイザースラウテルンニュルンベルク2006 FIFAワールドカップ (ドイツ) | ベルリンドルトムントミュンヘンシュトゥットガルトゲルゼンキルヒェンハンブルグフランクフルトケルンハノーファーライプツィヒカイザースラウテルンニュルンベルク2006 FIFAワールドカップ (ドイツ) | 収容人数: 41,170                                                          |
|                                                                               | ベルリンドルトムントミュンヘンシュトゥットガルトゲルゼンキルヒェンハンブルグフランクフルトケルンハノーファーライプツィヒカイザースラウテルンニュルンベルク2006 FIFAワールドカップ (ドイツ) | ベルリンドルトムントミュンヘンシュトゥットガルトゲルゼンキルヒェンハンブルグフランクフルトケルンハノーファーライプツィヒカイザースラウテルンニュルンベルク2006 FIFAワールドカップ (ドイツ) |                                                                           |
| ケルン                                                                        | ハノーファー | ライプツィヒ | ニュルンベルク                                                            |
| ラインエネルギーシュタディオン (FIFAワールドカップスタジアム・ケルン)         | AWDアレーナ (FIFAワールドカップスタジアム・ハノーファー) | ツェントラールシュタディオン | イージークレジット・シュタディオン (フランケン・シュタディオン)           |
| 1.FCケルン                                                                    | ハノーファー96 | FCザクセン・ライプツィヒ | 1.FCニュルンベルク                                                        |
| 北緯50度56分0.59秒 東経6度52分29.99秒 / 北緯50.9334972度 東経6.8749972度      | 北緯52度21分36.24秒 東経9度43分52.31秒 / 北緯52.3600667度 東経9.7311972度 | 北緯51度20分44.86秒 東経12度20分53.59秒 / 北緯51.3457944度 東経12.3482194度 | 北緯49度25分34秒 東経11度7分33秒 / 北緯49.42611度 東経11.12583度          |
| 収容人数: 46,120                                                              | 収容人数: 44,652 | 収容人数: 44,199 | 収容人数: 41,926                                                          |
|                                                                               | | |                                                                           |

※  は屋内競技場を指す。

## 結果

### 順位決定方法
グループステージでの順位は3試合対戦後の勝ち点により優劣をつけ、勝ち点で並んだ場合は以下の順序で優劣を判断する。
1. 3試合合計の得失点差
2. 3試合合計の総得点
3. 勝ち点・得失点差・得点で並ぶ者同士の対戦において以下を比較する。
  1. 当該チーム間の勝ち点
  2. 当該チーム間の得失点差
  3. 当該チーム間の総得点
4. FIFAによる抽選

当初は、本大会でも予選のときと同様に、勝ち点で並んだ場合は得失点差ではなく、「当該チームの直接対決で上回ったほうが上位になる」方式を適用する予定であったが、UEFA EURO 2004・グループCでの談合疑惑を見て、本大会では前回までの「勝ち点が並んだ場合は（全体の）得失点差で上回ったほうが上位になる方式」に戻された。

### 組み合わせ抽選
本大会のグループリーグの組み合わせ抽選は、開催国であるドイツ・ライプツィヒで、2005年12月9日に行われた。この抽選会の模様は全世界に生中継され（137カ国）、日本でも12月10日早朝にNHKとスカパー!にて生中継された。またこの抽選を引き当てる代表として中山雅史が選ばれ、ドイツの抽選会に参加し、抽選の大役を担った。
抽選方法は、以下の通りとなり、
- ホスト国であるドイツと、過去のＷ杯本大会直近2大会の成績並びに過去3年のFIFAランキングで算出したシード国としてブラジル、イングランド、スペイン、メキシコ、フランス、アルゼンチン、イタリア（Ｗ杯シードポイント順。なお、ホスト国のドイツは4位）の７か国、計8カ国をシード国として「ポット1」に振り分ける。

ドイツ大会公式シード算出方法と結果は以下の通り（）。
1. 過去2大会の成績は優勝が32ポイント、準優勝が31ポイントと順位に従い減るものとし、グループリーグ敗退は3位で敗退時9ポイント、4位で敗退時8ポイントになる。そして、1998年仏Ｗ杯本大会の成績は1倍、2002年日韓Ｗ杯本大会の成績は2倍として合計ポイントを3で割る。→Ｗ杯2大会のポイント(1)
2. 過去3年のFIFAランキングが出場国中最も高い国に32ポイント、それに次ぐ国に31ポイントを与え合計を3で割る。計算するFIFAランキングは年平均ではなく、2003年と2004年は12月時点のFIFAランキング、2005年は11月時点のFIFAランキングを使う（抽選会が12月のため）。→3年間のFIFAランキングのポイント(2)

(1)＋(2)＝ワールドカップ(Ｗ杯)シードポイント Ｗ杯シードポイント上位6カ国と開催国ドイツと前回大会優勝のブラジルが第1シード。
さらにそれ以外の国々を大陸別に分類した上で、
- シード国以外の南米2か国、アフリカ5か国、オセアニア1か国を「ポット2」
- シード国以外のヨーロッパ8か国を「ポット3」
- アジア4か国、シード国以外の北中米・カリブ海3か国を「ポット4」

に分けて抽選が行われた。但し、ヨーロッパのうち、ヨーロッパで最もFIFAランキングが低かったセルビア・モンテネグロは同じ組にヨーロッパのチームが3か国入ることを避けるため、「スペシャルポット」に入れられた。
詳細な手順は以下の通りである。
1. ドイツは開幕戦を行なうためA組1番、ブラジルはF組1番に決定。
2. 残りのポット1の6か国を順にドローし、B-E、G-H組に入れる。尚、ポット1のシード国は各組の1番に配置。
3. ポット2-4に選ばれた国は、各ポットからA-H組の順に1か国ずつ選ばれた後、選ばれた組の何番に配置されるかが抽選される。この選ばれた番号により、試合日等が決定される。
4. ポット2の8か国を順にドローし、A-H組に入れる。
なお、シード国に南米大陸の国があるため、「ポット2」は、南米大陸の国2か国が選ばれる前に他の大陸の国が選ばれた場合、A→H組の順に見て南米大陸がシード国で配置されている組に先に配置する（今回1番目にエクアドルが選ばれた後に2番目にコートジボワールが選ばれたが、本来であればコートジボワールはB組に配置される所、まだパラグアイが選ばれていなかったため、先にアルゼンチンのいるC組に配置された）。
5. ポット3の8か国を順にドローし、A-H組に入れる。
6. セルビア・モンテネグロが入る組をブラジル、アルゼンチン、メキシコが入った組から1つ選ぶ。
7. セルビア・モンテネグロが入った組を除き、ポット4の7か国を順にドローし、各組に入れる。
尚、シード国に北中米大陸・カリブ海地区の国（メキシコ）があるため、「ポット4」は、メキシコが配置されている組への抽選の際に北中米大陸・カリブ海地区の国が選ばれた国は、A→H組の順に見てその次の組に配置する（今回の場合、メキシコが配置されたD組にはアメリカ、トリニダード・トバゴ、コスタリカは選ばれなかったため、A→H組の順に順当に配置された）。

日本はシード国がブラジルのグループFに組み入れられ、グループCとグループEに強豪国が揃った。
| グループ   | ポット1      | ポット2          | ポット3                | ポット4        |
| ---------- | ------------ | ---------------- | ---------------------- | -------------- |
| グループ A | ドイツ       | コスタリカ       | ポーランド             | エクアドル     |
| グループ B | イングランド | パラグアイ       | トリニダード・トバゴ   | スウェーデン   |
| グループ C | アルゼンチン | コートジボワール | セルビア・モンテネグロ | オランダ       |
| グループ D | メキシコ     | イラン           | アンゴラ               | ポルトガル     |
| グループ E | イタリア     | ガーナ           | アメリカ合衆国         | チェコ         |
| グループ F | ブラジル     | クロアチア       | オーストラリア         | 日本           |
| グループ G | フランス     | スイス           | 韓国                   | トーゴ         |
| グループ H | スペイン     | ウクライナ       | チュニジア             | サウジアラビア |

### グループリーグ

#### グループ A
| 順 | チーム     | 試 | 勝 | 分 | 敗 | 得 | 失 | 差 | 点 | 出場権               |
| -- | ---------- | -- | -- | -- | -- | -- | -- | -- | -- | -------------------- |
| 1  | ドイツ (H) | 3  | 3  | 0  | 0  | 8  | 2  | +6 | 9  | 決勝トーナメント進出 |
| 2  | エクアドル | 3  | 2  | 0  | 1  | 5  | 3  | +2 | 6  | 決勝トーナメント進出 |
| 3  | ポーランド | 3  | 1  | 0  | 2  | 2  | 4  | −2 | 3  |                      |
| 4  | コスタリカ | 3  | 0  | 0  | 3  | 3  | 9  | −6 | 0  |                      |

| ドイツ                                               | 4 – 2    | コスタリカ              |
| ---------------------------------------------------- | -------- | ----------------------- |
| - ラーム 6分 - クローゼ 17分, 61分 - フリンクス 87分 | レポート | - ワンチョペ 12分, 73分 |

| ポーランド | 0 – 2    | エクアドル                         |
| ---------- | -------- | ---------------------------------- |
|            | レポート | - C. テノリオ 24分 - デルガド 80分 |

| ドイツ            | 1 – 0    | ポーランド |
| ----------------- | -------- | ---------- |
| - ノイビル 90+1分 | レポート |            |

| エクアドル                                            | 3 – 0    | コスタリカ |
| ----------------------------------------------------- | -------- | ---------- |
| - C. テノリオ 8分 - デルガド 54分 - カビエデス 90+2分 | レポート |            |

| エクアドル | 0 – 3    | ドイツ                                 |
| ---------- | -------- | -------------------------------------- |
|            | レポート | - クローゼ 4分, 44分 - ポドルスキ 57分 |

| コスタリカ    | 1 – 2    | ポーランド            |
| ------------- | -------- | --------------------- |
| - ゴメス 25分 | レポート | - ボサツキ 33分, 65分 |

#### グループ B
| 順 | チーム               | 試 | 勝 | 分 | 敗 | 得 | 失 | 差 | 点 | 出場権               |
| -- | -------------------- | -- | -- | -- | -- | -- | -- | -- | -- | -------------------- |
| 1  | イングランド         | 3  | 2  | 1  | 0  | 5  | 2  | +3 | 7  | 決勝トーナメント進出 |
| 2  | スウェーデン         | 3  | 1  | 2  | 0  | 3  | 2  | +1 | 5  | 決勝トーナメント進出 |
| 3  | パラグアイ           | 3  | 1  | 0  | 2  | 2  | 2  | 0  | 3  |                      |
| 4  | トリニダード・トバゴ | 3  | 0  | 1  | 2  | 0  | 4  | −4 | 1  |                      |

| イングランド          | 1 – 0    | パラグアイ |
| --------------------- | -------- | ---------- |
| - ガマーラ 4分 (o.g.) | レポート |            |

| トリニダード・トバゴ | 0 – 0    | スウェーデン |
| -------------------- | -------- | ------------ |
|                      | レポート |              |

| イングランド                        | 2 – 0    | トリニダード・トバゴ |
| ----------------------------------- | -------- | -------------------- |
| - クラウチ 83分 - ジェラード 90+1分 | レポート |                      |

| スウェーデン      | 1 – 0    | パラグアイ |
| ----------------- | -------- | ---------- |
| - ユングベリ 89分 | レポート |            |

| スウェーデン                        | 2 – 2    | イングランド                       |
| ----------------------------------- | -------- | ---------------------------------- |
| - アルベック 51分 - ラーション 90分 | レポート | - J. コール 34分 - ジェラード 85分 |

| パラグアイ                             | 2 – 0    | トリニダード・トバゴ |
| -------------------------------------- | -------- | -------------------- |
| - サンチョ 25分 (o.g.) - クエバス 86分 | レポート |                      |

#### グループ C
| 順 | チーム                 | 試 | 勝 | 分 | 敗 | 得 | 失 | 差 | 点 | 出場権               |
| -- | ---------------------- | -- | -- | -- | -- | -- | -- | -- | -- | -------------------- |
| 1  | アルゼンチン           | 3  | 2  | 1  | 0  | 8  | 1  | +7 | 7  | 決勝トーナメント進出 |
| 2  | オランダ               | 3  | 2  | 1  | 0  | 3  | 1  | +2 | 7  | 決勝トーナメント進出 |
| 3  | コートジボワール       | 3  | 1  | 0  | 2  | 5  | 6  | −1 | 3  |                      |
| 4  | セルビア・モンテネグロ | 3  | 0  | 0  | 3  | 2  | 10 | −8 | 0  |                      |

| アルゼンチン                    | 2 – 1    | コートジボワール |
| ------------------------------- | -------- | ---------------- |
| - クレスポ 24分 - サビオラ 38分 | レポート | - ドログバ 82分  |

| セルビア・モンテネグロ | 0 – 1    | オランダ        |
| ---------------------- | -------- | --------------- |
|                        | レポート | - ロッベン 18分 |

| アルゼンチン                                                                           | 6 – 0    | セルビア・モンテネグロ |
| -------------------------------------------------------------------------------------- | -------- | ---------------------- |
| - ロドリゲス 6分, 41分 - カンビアッソ 31分 - クレスポ 78分 - テベス 84分 - メッシ 88分 | レポート |                        |

| オランダ                                            | 2 – 1    | コートジボワール |
| --------------------------------------------------- | -------- | ---------------- |
| - ファン・ペルシ 23分 - ファン・ニステルローイ 27分 | レポート | - B. Koné 38分   |

| オランダ | 0 – 0    | アルゼンチン |
| -------- | -------- | ------------ |
|          | レポート |              |

| コートジボワール                                    | 3 – 2    | セルビア・モンテネグロ          |
| --------------------------------------------------- | -------- | ------------------------------- |
| - ディンダン 37分 (pen.), 67分 - カルー 86分 (pen.) | レポート | - ジギッチ 10分 - イリッチ 20分 |

#### グループ D
| 順 | チーム     | 試 | 勝 | 分 | 敗 | 得 | 失 | 差 | 点 | 出場権               |
| -- | ---------- | -- | -- | -- | -- | -- | -- | -- | -- | -------------------- |
| 1  | ポルトガル | 3  | 3  | 0  | 0  | 5  | 1  | +4 | 9  | 決勝トーナメント進出 |
| 2  | メキシコ   | 3  | 1  | 1  | 1  | 4  | 3  | +1 | 4  | 決勝トーナメント進出 |
| 3  | アンゴラ   | 3  | 0  | 2  | 1  | 1  | 2  | −1 | 2  |                      |
| 4  | イラン     | 3  | 0  | 1  | 2  | 2  | 6  | −4 | 1  |                      |

| メキシコ                            | 3 – 1    | イラン                  |
| ----------------------------------- | -------- | ----------------------- |
| - ブラボ 28分, 76分 - ジーニャ 79分 | レポート | - ゴルモハマディー 36分 |

| アンゴラ | 0 – 1    | ポルトガル     |
| -------- | -------- | -------------- |
|          | レポート | - パウレタ 4分 |

| メキシコ | 0 – 0    | アンゴラ |
| -------- | -------- | -------- |
|          | レポート |          |

| ポルトガル                         | 2 – 0    | イラン |
| ---------------------------------- | -------- | ------ |
| - デコ 63分 - ロナウド 80分 (pen.) | レポート |        |

| ポルトガル                          | 2 – 1    | メキシコ          |
| ----------------------------------- | -------- | ----------------- |
| - マニシェ 6分 - シモン 24分 (pen.) | レポート | - フォンセカ 29分 |

| イラン                    | 1 – 1    | アンゴラ          |
| ------------------------- | -------- | ----------------- |
| - バフティアリザデー 75分 | レポート | - フラヴィオ 60分 |

#### グループ E
| 順 | チーム         | 試 | 勝 | 分 | 敗 | 得 | 失 | 差 | 点 | 出場権               |
| -- | -------------- | -- | -- | -- | -- | -- | -- | -- | -- | -------------------- |
| 1  | イタリア       | 3  | 2  | 1  | 0  | 5  | 1  | +4 | 7  | 決勝トーナメント進出 |
| 2  | ガーナ         | 3  | 2  | 0  | 1  | 4  | 3  | +1 | 6  | 決勝トーナメント進出 |
| 3  | チェコ         | 3  | 1  | 0  | 2  | 3  | 4  | −1 | 3  |                      |
| 4  | アメリカ合衆国 | 3  | 0  | 1  | 2  | 2  | 6  | −4 | 1  |                      |

| アメリカ合衆国 | 0 – 3    | チェコ                               |
| -------------- | -------- | ------------------------------------ |
|                | レポート | - コレル 5分 - ロシツキー 36分, 76分 |

| イタリア                          | 2 – 0    | ガーナ |
| --------------------------------- | -------- | ------ |
| - ピルロ 40分 - イアクインタ 83分 | レポート |        |

| チェコ | 0 – 2    | ガーナ                       |
| ------ | -------- | ---------------------------- |
|        | レポート | - ギャン 2分 - ムンタリ 82分 |

| イタリア              | 1 – 1    | アメリカ合衆国           |
| --------------------- | -------- | ------------------------ |
| - ジラルディーノ 22分 | レポート | - ザッカルド 27分 (o.g.) |

| チェコ | 0 – 2    | イタリア                              |
| ------ | -------- | ------------------------------------- |
|        | レポート | - マテラッツィ 26分 - インザーギ 87分 |

| ガーナ                                     | 2 – 1    | アメリカ合衆国    |
| ------------------------------------------ | -------- | ----------------- |
| - ドラマニ 22分 - アッピアー 45+2分 (pen.) | レポート | - デンプシー 43分 |

#### グループ F
| 順 | チーム         | 試 | 勝 | 分 | 敗 | 得 | 失 | 差 | 点 | 出場権               |
| -- | -------------- | -- | -- | -- | -- | -- | -- | -- | -- | -------------------- |
| 1  | ブラジル       | 3  | 3  | 0  | 0  | 7  | 1  | +6 | 9  | 決勝トーナメント進出 |
| 2  | オーストラリア | 3  | 1  | 1  | 1  | 5  | 5  | 0  | 4  | 決勝トーナメント進出 |
| 3  | クロアチア     | 3  | 0  | 2  | 1  | 2  | 3  | −1 | 2  |                      |
| 4  | 日本           | 3  | 0  | 1  | 2  | 2  | 7  | −5 | 1  |                      |

| オーストラリア                            | 3 – 1    | 日本            |
| ----------------------------------------- | -------- | --------------- |
| - ケーヒル 84分, 89分 - アロイージ 90+2分 | レポート | - 中村俊輔 26分 |

| ブラジル    | 1 – 0    | クロアチア |
| ----------- | -------- | ---------- |
| - カカ 44分 | レポート |            |

| 日本 | 0 – 0    | クロアチア |
| ---- | -------- | ---------- |
|      | レポート |            |

| ブラジル                            | 2 – 0    | オーストラリア |
| ----------------------------------- | -------- | -------------- |
| - アドリアーノ 49分 - フレッジ 90分 | レポート |                |

| 日本            | 1 – 4    | ブラジル                                                      |
| --------------- | -------- | ------------------------------------------------------------- |
| - 玉田圭司 34分 | レポート | - ロナウド 45+1分, 81分 - ジュニーニョ 53分 - ジウベルト 59分 |

| クロアチア                   | 2 – 2    | オーストラリア                           |
| ---------------------------- | -------- | ---------------------------------------- |
| - スルナ 2分 - コヴァチ 56分 | レポート | - ムーア 38分 (pen.) - キューウェル 79分 |

#### グループ G
| 順 | チーム   | 試 | 勝 | 分 | 敗 | 得 | 失 | 差 | 点 | 出場権               |
| -- | -------- | -- | -- | -- | -- | -- | -- | -- | -- | -------------------- |
| 1  | スイス   | 3  | 2  | 1  | 0  | 4  | 0  | +4 | 7  | 決勝トーナメント進出 |
| 2  | フランス | 3  | 1  | 2  | 0  | 3  | 1  | +2 | 5  | 決勝トーナメント進出 |
| 3  | 韓国     | 3  | 1  | 1  | 1  | 3  | 4  | −1 | 4  |                      |
| 4  | トーゴ   | 3  | 0  | 0  | 3  | 1  | 6  | −5 | 0  |                      |

| 韓国                        | 2 – 1    | トーゴ        |
| --------------------------- | -------- | ------------- |
| - 李天秀 54分 - 安貞桓 72分 | レポート | - カデル 31分 |

| フランス | 0 – 0    | スイス |
| -------- | -------- | ------ |
|          | レポート |        |

| フランス     | 1 – 1    | 韓国          |
| ------------ | -------- | ------------- |
| - アンリ 9分 | レポート | - 朴智星 81分 |

| トーゴ | 0 – 2    | スイス                          |
| ------ | -------- | ------------------------------- |
|        | レポート | - フライ 16分 - バルネッタ 88分 |

| トーゴ | 0 – 2    | フランス                      |
| ------ | -------- | ----------------------------- |
|        | レポート | - ヴィエラ 55分 - アンリ 61分 |

| スイス                          | 2 – 0    | 韓国 |
| ------------------------------- | -------- | ---- |
| - センデロス 23分 - フライ 77分 | レポート |      |

#### グループ H
| 順 | チーム         | 試 | 勝 | 分 | 敗 | 得 | 失 | 差 | 点 | 出場権               |
| -- | -------------- | -- | -- | -- | -- | -- | -- | -- | -- | -------------------- |
| 1  | スペイン       | 3  | 3  | 0  | 0  | 8  | 1  | +7 | 9  | 決勝トーナメント進出 |
| 2  | ウクライナ     | 3  | 2  | 0  | 1  | 5  | 4  | +1 | 6  | 決勝トーナメント進出 |
| 3  | チュニジア     | 3  | 0  | 1  | 2  | 3  | 6  | −3 | 1  |                      |
| 4  | サウジアラビア | 3  | 0  | 1  | 2  | 2  | 7  | −5 | 1  |                      |

| スペイン                                                   | 4 – 0    | ウクライナ |
| ---------------------------------------------------------- | -------- | ---------- |
| - アロンソ 13分 - ビジャ 17分, 48分 (pen.) - トーレス 81分 | レポート |            |

| チュニジア                          | 2 – 2    | サウジアラビア                                |
| ----------------------------------- | -------- | --------------------------------------------- |
| - ジャジリ 23分 - ジャイディ 90+2分 | レポート | - アル＝カフタニ 57分 - アル＝ジャービル 84分 |

| サウジアラビア | 0 – 4    | ウクライナ                                                               |
| -------------- | -------- | ------------------------------------------------------------------------ |
|                | レポート | - ルソル 4分 - レブロフ 36分 - シェフチェンコ 46分 - カリニチェンコ 84分 |

| スペイン                                     | 3 – 1    | チュニジア   |
| -------------------------------------------- | -------- | ------------ |
| - ラウル 71分 - トーレス 76分, 90+1分 (pen.) | レポート | - ムナリ 8分 |

| サウジアラビア | 0 – 1    | スペイン          |
| -------------- | -------- | ----------------- |
|                | レポート | - フアニート 36分 |

| ウクライナ                   | 1 – 0    | チュニジア |
| ---------------------------- | -------- | ---------- |
| - シェフチェンコ 70分 (pen.) | レポート |            |

### 決勝トーナメント
|  | ラウンド16                     | ラウンド16                  |                         |       | 準々決勝   | 準々決勝  |                             |                             | 準決勝 | 準決勝 |  |  | 決勝 | 決勝 |
|  |                                |                             |                         |       |            |           |                             |                             |        |        |  |  |      |      |
|  | 6月24日 – ミュンヘン           |                             |                         |       |            |           |                             |                             |        |        |  |  |      |      |
|  |                                |                             |                         |       |            |           |                             |                             |        |        |  |  |      |      |
|  | ドイツ                         | 2                           |                         |       |            |           |                             |                             |        |        |  |  |      |      |
|  | ドイツ                         | 2                           | 6月30日 – ベルリン      |       |            |           |                             |                             |        |        |  |  |      |      |
|  | スウェーデン                   | 0                           |                         |       |            |           |                             |                             |        |        |  |  |      |      |
|  | スウェーデン                   | 0                           | ドイツ (p)              | 1 (4) |            |           |                             |                             |        |        |  |  |      |      |
|  | 6月24日 – ライプツィヒ         |                             | ドイツ (p)              | 1 (4) |            |           |                             |                             |        |        |  |  |      |      |
|  |                                | アルゼンチン                | 1 (2)                   |       |            |           |                             |                             |        |        |  |  |      |      |
|  | アルゼンチン (延長)            | アルゼンチン                | 1 (2)                   | 2     |            |           |                             |                             |        |        |  |  |      |      |
|  | アルゼンチン (延長)            |                             | 7月4日 – ドルトムント   | 2     |            |           |                             |                             |        |        |  |  |      |      |
|  | メキシコ                       | 1                           |                         |       |            |           |                             |                             |        |        |  |  |      |      |
|  | メキシコ                       | 1                           | ドイツ                  | 0     |            |           |                             |                             |        |        |  |  |      |      |
|  | 6月26日 – カイザースラウテルン |                             | ドイツ                  | 0     |            |           |                             |                             |        |        |  |  |      |      |
|  |                                | イタリア (延長)             | 2                       |       |            |           |                             |                             |        |        |  |  |      |      |
|  | イタリア                       | イタリア (延長)             | 2                       | 1     |            |           |                             |                             |        |        |  |  |      |      |
|  | イタリア                       | 6月30日 – ハンブルク        |                         | 1     |            |           |                             |                             |        |        |  |  |      |      |
|  | オーストラリア                 | 0                           |                         |       |            |           |                             |                             |        |        |  |  |      |      |
|  | オーストラリア                 | 0                           | イタリア                | 3     |            |           |                             |                             |        |        |  |  |      |      |
|  | 6月26日 – ケルン               |                             | イタリア                | 3     |            |           |                             |                             |        |        |  |  |      |      |
|  |                                | ウクライナ                  | 0                       |       |            |           |                             |                             |        |        |  |  |      |      |
|  | スイス                         | ウクライナ                  | 0                       | 0 (0) |            |           |                             |                             |        |        |  |  |      |      |
|  | スイス                         |                             | 7月9日 – ベルリン       | 0 (0) |            |           |                             |                             |        |        |  |  |      |      |
|  | ウクライナ (p)                 | 0 (3)                       |                         |       |            |           |                             |                             |        |        |  |  |      |      |
|  | ウクライナ (p)                 | 0 (3)                       | イタリア (p)            | 1 (5) |            |           |                             |                             |        |        |  |  |      |      |
|  | 6月25日 – シュトゥットガルト   |                             | イタリア (p)            | 1 (5) |            |           |                             |                             |        |        |  |  |      |      |
|  |                                | フランス                    | 1 (3)                   |       |            |           |                             |                             |        |        |  |  |      |      |
|  | イングランド                   | フランス                    | 1 (3)                   | 1     |            |           |                             |                             |        |        |  |  |      |      |
|  | イングランド                   | 7月1日 – ゲルゼンキルヒェン |                         | 1     |            |           |                             |                             |        |        |  |  |      |      |
|  | エクアドル                     | 0                           |                         |       |            |           |                             |                             |        |        |  |  |      |      |
|  | エクアドル                     | 0                           | イングランド            | 0 (1) |            |           |                             |                             |        |        |  |  |      |      |
|  | 6月25日 – ニュルンベルク       |                             | イングランド            | 0 (1) |            |           |                             |                             |        |        |  |  |      |      |
|  |                                | ポルトガル (p)              | 0 (3)                   |       |            |           |                             |                             |        |        |  |  |      |      |
|  | ポルトガル                     | ポルトガル (p)              | 0 (3)                   | 1     |            |           |                             |                             |        |        |  |  |      |      |
|  | ポルトガル                     |                             | 7月5日 – ミュンヘン     | 1     |            |           |                             |                             |        |        |  |  |      |      |
|  | オランダ                       | 0                           |                         |       |            |           |                             |                             |        |        |  |  |      |      |
|  | オランダ                       | 0                           | ポルトガル              | 0     |            |           |                             |                             |        |        |  |  |      |      |
|  | 6月27日 – ドルトムント         |                             | ポルトガル              | 0     |            |           |                             |                             |        |        |  |  |      |      |
|  |                                | フランス                    | 1                       |       | 3位決定戦  | 3位決定戦 |                             |                             |        |        |  |  |      |      |
|  | ブラジル                       | フランス                    | 1                       | 3     | 3位決定戦  | 3位決定戦 |                             |                             |        |        |  |  |      |      |
|  | ブラジル                       | 7月1日 – フランクフルト     | 7月1日 – フランクフルト | 3     |            |           | 7月8日 – シュトゥットガルト | 7月8日 – シュトゥットガルト |        |        |  |  |      |      |
|  | ガーナ                         | 7月1日 – フランクフルト     | 7月1日 – フランクフルト | 0     |            |           | 7月8日 – シュトゥットガルト | 7月8日 – シュトゥットガルト |        |        |  |  |      |      |
|  | ガーナ                         | ブラジル                    | 0                       | 0     | ドイツ     | 3         |                             |                             |        |        |  |  |      |      |
|  | 6月27日 – ハノーファー         | ブラジル                    | 0                       |       | ドイツ     | 3         |                             |                             |        |        |  |  |      |      |
|  |                                | フランス                    | 1                       |       | ポルトガル | 1         |                             |                             |        |        |  |  |      |      |
|  | スペイン                       | フランス                    | 1                       | 1     | ポルトガル | 1         |                             |                             |        |        |  |  |      |      |
|  | スペイン                       |                             |                         | 1     |            |           |                             |                             |        |        |  |  |      |      |
|  | フランス                       | 3                           |                         |       |            |           |                             |                             |        |        |  |  |      |      |
|  | フランス                       | 3                           |                         |       |            |           |                             |                             |        |        |  |  |      |      |

#### ラウンド16
| ドイツ                 | 2 – 0    | スウェーデン |
| ---------------------- | -------- | ------------ |
| - ポドルスキ 4分, 12分 | レポート |              |

| アルゼンチン                      | 2 – 1 (延長) | メキシコ       |
| --------------------------------- | ------------ | -------------- |
| - クレスポ 10分 - ロドリゲス 98分 | レポート     | - マルケス 6分 |

| イングランド    | 1 – 0    | エクアドル |
| --------------- | -------- | ---------- |
| - ベッカム 60分 | レポート |            |

| ポルトガル    | 1 – 0    | オランダ |
| ------------- | -------- | -------- |
| マニシェ 23分 | レポート |          |

| イタリア                 | 1 – 0    | オーストラリア |
| ------------------------ | -------- | -------------- |
| - トッティ 90+5分 (pen.) | レポート |                |

| スイス                                   | 0 – 0 (延長) | ウクライナ                                          |
| ---------------------------------------- | ------------ | --------------------------------------------------- |
|                                          | Report       |                                                     |
| PK戦                                     |              |                                                     |
| - シュトレラー - バルネッタ - カバニャス | 0–3          | - シェフチェンコ - ミレフスキー - レブロフ - グセフ |

| ブラジル                                                 | 3 – 0    | ガーナ |
| -------------------------------------------------------- | -------- | ------ |
| - ロナウド 5分 - アドリアーノ 45+1分 - ゼ・ロベルト 84分 | レポート |        |

| スペイン             | 1 – 3    | フランス                                        |
| -------------------- | -------- | ----------------------------------------------- |
| - ビジャ 28分 (pen.) | レポート | - リベリー 41分 - ヴィエラ 83分 - ジダン 90+2分 |

#### 準々決勝
| ドイツ                                          | 1 – 1 (延長) | アルゼンチン                                    |
| ----------------------------------------------- | ------------ | ----------------------------------------------- |
| - クローゼ 80分                                 | レポート     | - アジャラ 49分                                 |
| PK戦                                            |              |                                                 |
| - ノイビル - バラック - ポドルスキ - ボロウスキ | 4–2          | - クルス - アジャラ - ロドリゲス - カンビアッソ |

| イタリア                               | 3 – 0    | ウクライナ |
| -------------------------------------- | -------- | ---------- |
| - ザンブロッタ 6分 - トーニ 59分, 69分 | レポート |            |

| イングランド                                            | 0 – 0 (延長) | ポルトガル                                           |
| ------------------------------------------------------- | ------------ | ---------------------------------------------------- |
|                                                         | レポート     |                                                      |
| PK戦                                                    |              |                                                      |
| - ランパード - ハーグリーヴス - ジェラード - キャラガー | 1–3          | - シモン - ヴィアナ - プティ - ポスティガ - ロナウド |

| ブラジル | 0 – 1    | フランス      |
| -------- | -------- | ------------- |
|          | レポート | - アンリ 57分 |

#### 準決勝
| ドイツ | 0 – 2 (延長) | イタリア                                |
| ------ | ------------ | --------------------------------------- |
|        | レポート     | - グロッソ 119分 - デル・ピエロ 120+1分 |

| ポルトガル | 0 – 1    | フランス             |
| ---------- | -------- | -------------------- |
|            | レポート | - ジダン 33分 (pen.) |

#### 3位決定戦
| ドイツ                                                     | 3 – 1  | ポルトガル            |
| ---------------------------------------------------------- | ------ | --------------------- |
| - シュヴァインシュタイガー 56分, 78分 - プティ 60分 (o.g.) | Report | - ヌーノ・ゴメス 88分 |

#### 決勝
| イタリア                                                       | 1 – 1 (延長) | フランス                                        |
| -------------------------------------------------------------- | ------------ | ----------------------------------------------- |
| マテラッツィ 19分                                              | レポート     | ジダン 7分 (pen.)                               |
| PK戦                                                           |              |                                                 |
| - ピルロ - マテラッツィ - デ・ロッシ - デル・ピエロ - グロッソ | 5 - 3        | - ヴィルトール - トレゼゲ - アビダル - サニョル |

## 優勝国
| 2006 FIFAワールドカップ優勝国 |
| ----------------------------- |
| · イタリア · 6大会ぶり4回目   |

## 得点ランキング

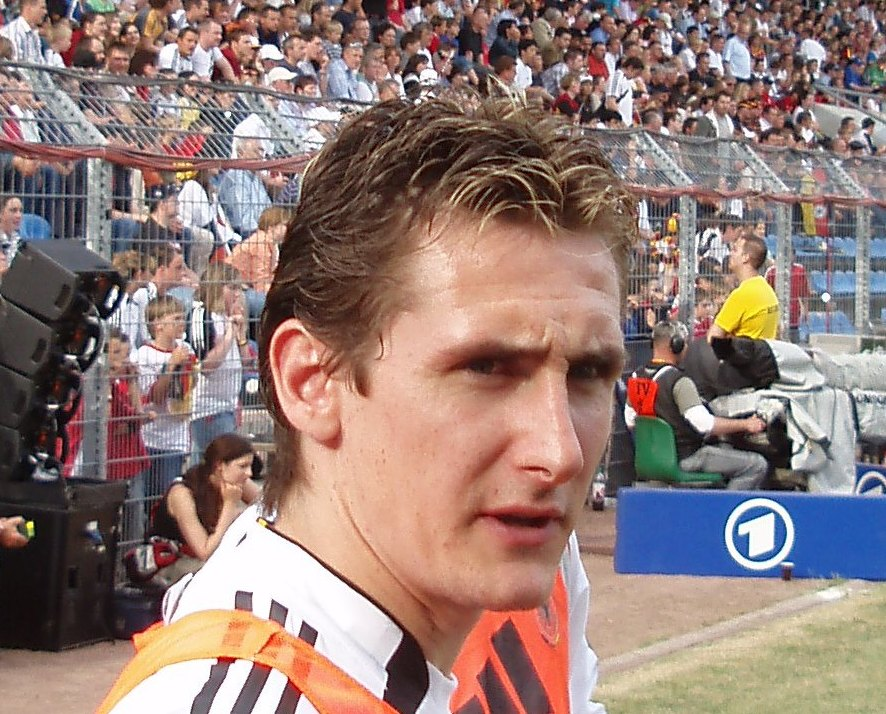
得点王に輝いたミロスラフ・クローゼ

| 順位 | 選手名                 | 国籍         | 得点数 |
| ---- | ---------------------- | ------------ | ------ |
| 1    | ミロスラフ・クローゼ   | ドイツ       | 5      |
| 2    | ロナウド               | ブラジル     | 3      |
| 2    | ジネディーヌ・ジダン   | フランス     | 3      |
| 2    | ティエリ・アンリ       | フランス     | 3      |
| 2    | エルナン・クレスポ     | アルゼンチン | 3      |
| 2    | マキシ・ロドリゲス     | アルゼンチン | 3      |
| 2    | ルーカス・ポドルスキ   | ドイツ       | 3      |
| 2    | フェルナンド・トーレス | スペイン     | 3      |
| 2    | ダビド・ビジャ         | スペイン     | 3      |

## 表彰
- FIFAフェアプレー賞： ブラジル /  スペイン
- エンターテイニングチーム賞： ポルトガル

### 個人賞
| 賞                           | 選手名                   | 国籍         | 備考   |
| ---------------------------- | ------------------------ | ------------ | ------ |
| ゴールデンボール（大会MVP）  | ジネディーヌ・ジダン     | フランス     | 準優勝 |
| シルバーボール               | ファビオ・カンナヴァーロ | イタリア     | 優勝   |
| ブロンズボール               | アンドレア・ピルロ       | イタリア     | 優勝   |
| ゴールデンシューズ（得点王） | ミロスラフ・クローゼ     | ドイツ       | 5得点  |
| シルバーシューズ             | エルナン・クレスポ       | アルゼンチン | 3得点  |
| ブロンズシューズ             | ロナウド                 | ブラジル     | 3得点  |
| ヤシン賞（最優秀GK）         | ジャンルイジ・ブッフォン | イタリア     | 2失点  |
| 最優秀若手選手賞             | ルーカス・ポドルスキ     | ドイツ       | 21歳   |

### オールスターチーム
出典
| ポジション | 選手名                     | 国籍         |
| ---------- | -------------------------- | ------------ |
| GK         | ジャンルイジ・ブッフォン   | イタリア     |
| GK         | イェンス・レーマン         | ドイツ       |
| GK         | リカルド・ペレイラ         | ポルトガル   |
| DF         | ロベルト・アジャラ         | アルゼンチン |
| DF         | ジョン・テリー             | イングランド |
| DF         | リリアン・テュラム         | フランス     |
| DF         | フィリップ・ラーム         | ドイツ       |
| DF         | ファビオ・カンナヴァーロ   | イタリア     |
| DF         | ジャンルカ・ザンブロッタ   | イタリア     |
| DF         | リカルド・カルヴァーリョ   | ポルトガル   |
| MF         | ゼ・ロベルト               | ブラジル     |
| MF         | パトリック・ヴィエラ       | フランス     |
| MF         | ジネディーヌ・ジダン       | フランス     |
| MF         | ミヒャエル・バラック       | ドイツ       |
| MF         | アンドレア・ピルロ         | イタリア     |
| MF         | ジェンナーロ・ガットゥーゾ | イタリア     |
| MF         | ルイス・フィーゴ           | ポルトガル   |
| MF         | マニシェ                   | ポルトガル   |
| FW         | エルナン・クレスポ         | アルゼンチン |
| FW         | ミロスラフ・クローゼ       | ドイツ       |
| FW         | ティエリ・アンリ           | フランス     |
| FW         | ルカ・トーニ               | イタリア     |
| FW         | フランチェスコ・トッティ   | イタリア     |

## オフィシャルパートナー
2006 FIFAワールドカップドイツオフィシャルパートナー
- アディダス（ドイツ：スポーツ用品メーカー）
- アンハイザー・ブッシュ（米国：バドワイザー製造元のビール会社）
- アバイア（米国：IP電話）
- コカ・コーラ（米国：飲料メーカー）
- コンチネンタルAG（ドイツ：自動車タイヤ製造）
- ドイツテレコム（ドイツ：通信業）
- エミレーツ航空（アラブ首長国連邦：航空会社）
- 富士フイルム（日本：写真メーカー）
- ジレット（米国：剃刀メーカー）
- 現代自動車（韓国：自動車メーカー）
- マスターカード（米国：クレジットカード会社）
- マクドナルド（米国：ファストフード飲食店）
- フィリップス（オランダ：電機メーカー）
- 東芝（日本：電機メーカー）
- Yahoo!（米国：インターネット検索エンジン）

前大会まで6大会20年にわたって協賛してきた日本ビクターが業績不振のため降板し、本大会ではAV機器分野のスポンサーが確保できなかった（次の南アフリカ大会でAV機器分野ではソニーと契約）。また、ジレットは本大会時点で会社そのものがプロクター・アンド・ギャンブル（P&G）に吸収合併されて消滅している。

## 公式テーマソング
- 「Time Of Our Lives タイム・オブ・アワ・ライヴズ」イル・ディーヴォ&トニー・ブラクストン

## 公式マスコット
- ライオンのゴレオ6世 (GOLEO VI) と、おしゃべりボールのピレ (PILLE)
ゴレオ6世の人気は芳しくなく、大会開幕を前にゴレオのグッズ製作会社が経営破綻してしまった。